# 俄乌战争期间对乌克兰援助坦克情况
在俄烏戰爭中，各國對烏克蘭援助了部分坦克。

## 总览
|            | 已交付乌克兰陆军                             | 已决定援助尚未交付                  |
| ---------- | -------------------------------------------- | ----------------------------------- |
| 美国       |                                              | 31辆M1艾布拉姆斯主战坦克            |
| 德国       | 18辆豹2A6主战坦克（2023年3月27日交付）       |                                     |
| 波兰       | 240辆T-72M1主战坦克（2022年5月27日前夕交付） | 14辆豹2主战坦克                     |
| 英国       |                                              | 14辆挑战者2型坦克                   |
| 瑞典       |                                              | 最多到10辆豹2坦克                   |
| 西班牙     |                                              | 6辆豹2A4坦克（复活节后援助）        |
| 加拿大     |                                              | 4辆豹2主战坦克                      |
| 挪威       |                                              | 数量未定的豹2主战坦克               |
| 捷克       | 35辆T-72M1 坦克（2022年4月交付）             |                                     |
| 斯洛文尼亚 |                                              | 28台M-55S坦克（由T-55坦克升级而来） |
| 摩洛哥     | 20辆T-72B主战坦克（2023年1月22日前夕交付）   |                                     |
| 北马其顿   | 至少8辆T-72A坦克（2022年7月29日交付）        |                                     |

| 美国、荷兰、捷克 | 90辆T-72B坦克（两国出资对捷克库存升级） |

## 各国援助

### 美国
2023年1月25日，白宫宣布将向乌克兰提供31辆M1艾布拉姆斯坦克。由於時間緣故，是次提供的為經翻新的M1A1，而非新造M1A2。按照俄羅斯當局的說法，首批10輛M1A1坦克於同年9月中交付。

### 德国
2023年1月25日，德国政府发言人黑贝施特赖特（Steffen Hebestreit）说，德国打算向乌克兰提供14辆豹2A6主战坦克，预计3月底交付。

### 波兰
据BBC2022年5月27日报道，乌克兰已从波兰获得240辆T-72M1主战坦克。
2023年1月11日，波兰总统安杰伊·杜达表示将向乌克兰援助豹2主战坦克。

### 英国
2023年1月17日，英国首相苏纳克承诺向乌克兰提供14辆挑战者2型坦克。英国成为第一个将提供乌克兰所要求重型战车的西方国家。这批坦克于3月底交付，並隸屬於乌克兰空降突击军。

### 瑞典
2023年2月24日，瑞典政府表态可能会向乌克兰援助最多到10辆的豹2坦克。

### 加拿大
据CTV2022年1月26日报道，加拿大国防部长阿南德当天宣布，加拿大将在未来几周内向乌克兰提供4辆“豹2”主战坦克，并正在考虑之后援助更多坦克。

### 挪威
2023年1月25日，挪威广播电视公司报道称挪威将向乌克兰提供数量未定的“豹2”型主战坦克 。

### 西班牙
2023年3月29日，西班牙国防部长Margarita Robles表示该国在4月9日的复活节假期后将向乌克兰发送六辆豹2A4坦克。

### 葡萄牙
2023年2月4日表示，葡萄牙总理安东尼奥·科斯塔表示，该国将向乌克兰提供豹2主战坦克，但并未说明具体数量。

### 摩洛哥
据塔斯社2023年1月23日报道，摩洛哥向乌克兰交付了一批经捷克“神剑陆军”公司改造过的T-72B坦克，且第一批约20辆T-72B坦克已投入战区。

## 共同援助
美国、荷兰出资用以维护、翻新捷克库存的T-72坦克，三国将共同援助90辆T-72坦克。